# Euphthiracarus evexus
Euphthiracarus evexus är en kvalsterart som beskrevs av Wojciech Niedbała 2003. Euphthiracarus evexus ingår i släktet Euphthiracarus och familjen Euphthiracaridae. Inga underarter finns listade i Catalogue of Life.